# Pap
Pour les articles homonymes, voir PAP.

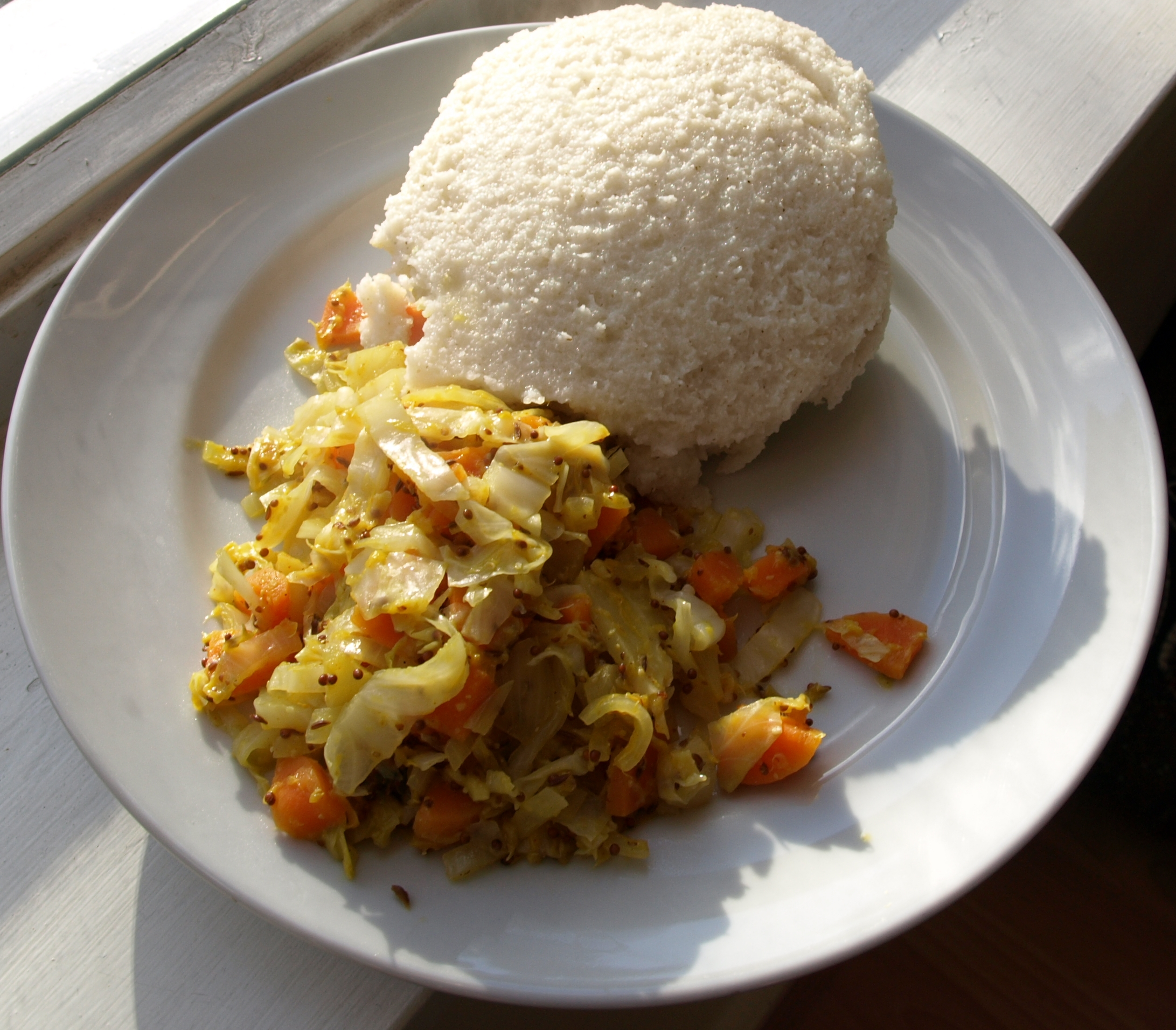
Pap (ou ugali) et chou frisé.

Le pap /ˈpɑːp/, ou mieliepap (« porridge de maïs » en afrikaans) est un plat traditionnel sud-africain.

## Description

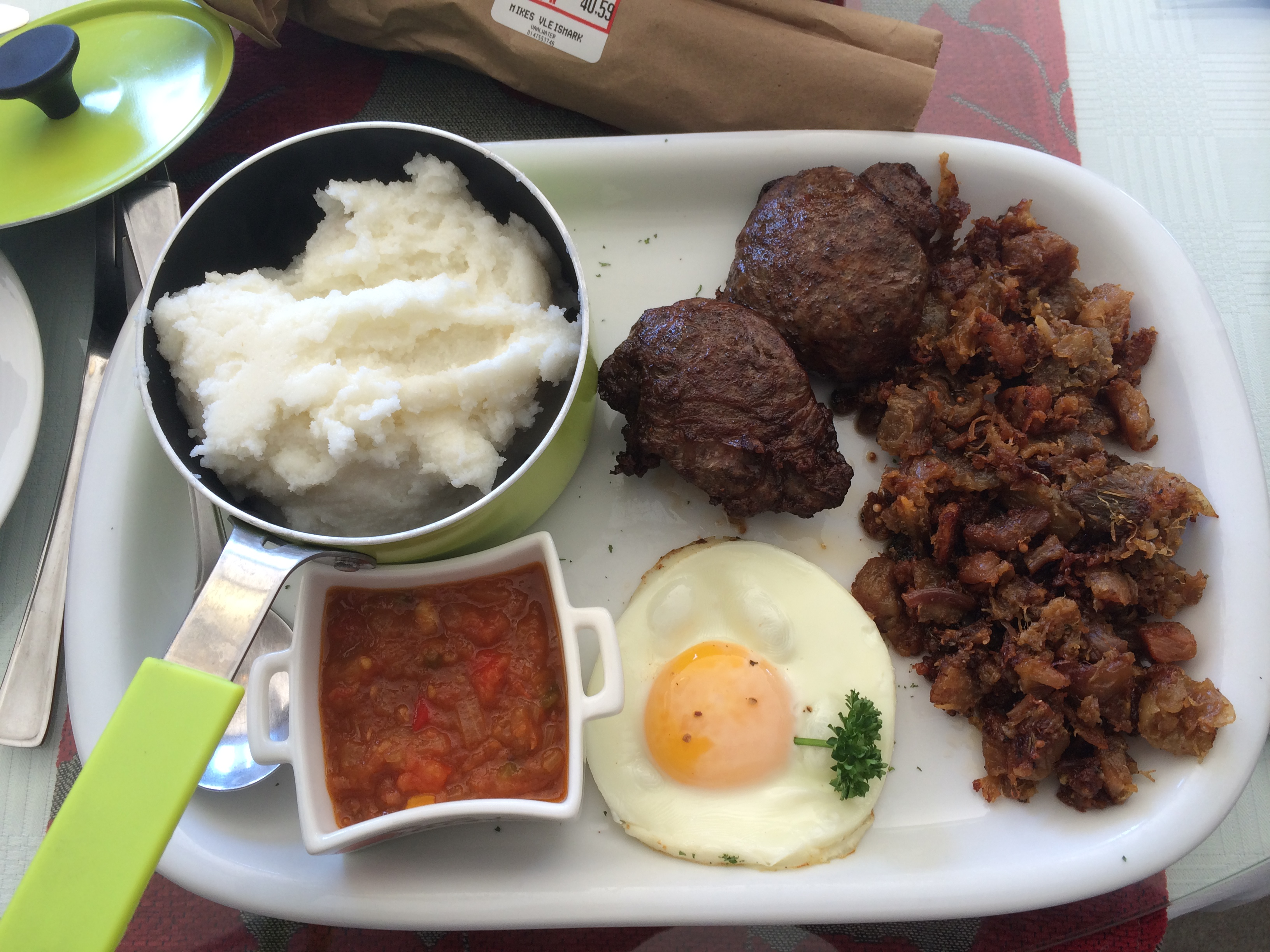
Pap au petit déjeuner dans le Limpopo.

Cette bouillie (ou porridge ou polenta) est préparée à partir de maïs moulu. Elle constitue la denrée de base des populations bantoues d'Afrique australe. En effet, de nombreux plats de cette région en comportent, soit comme porridge mou de maïs ou slap pap, soit comme porridge de consistance plus épaisse que l'on peut tenir dans la main (stywe pap ou pap solide) ou encore comme phuthu, un pap plus sec et émietté. On trouve habituellement le phuthu dans les régions côtières.
Une grande diversité d'accompagnements peut être servie avec le pap, essentiellement des  légumes verts. On le parfume aussi avec du piment.
Dans le nord de l'Afrique du Sud, les Afrikaners le consomment au petit déjeuner, avec du lait, du beurre et du sucre, mais ils le servent aussi avec de la viande et une sauce tomate (en général, tomate et oignons) lors des autres repas.
Dans un barbecue (ou braai), le stywe pap ou le phutu pap sont essentiels, avec comme condiments une sauce tomate et des oignons ou des champignons et du fromage.
Dans la province du Cap en Afrique du Sud, on le consomme presque exclusivement au petit déjeuner. La bouillie de farine de maïs étant un aliment bon marché, les populations pauvres la consomment avec des légumes. On peut la servir chaude ou, une fois refroidie, la frire. Le phutu est parfois accompagné de chakalaka lors d'un braai.

Préparation du pap (Namibie)
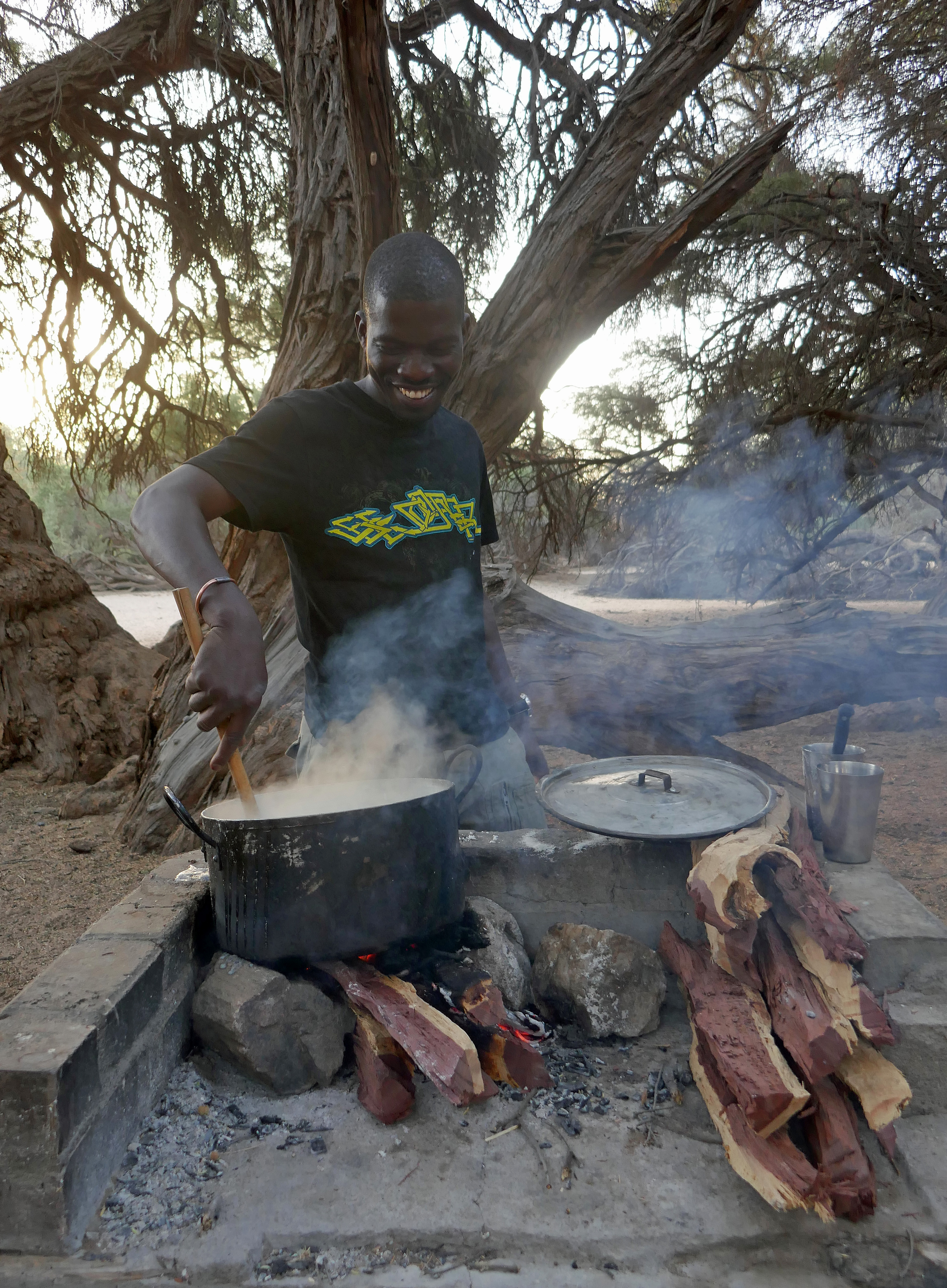
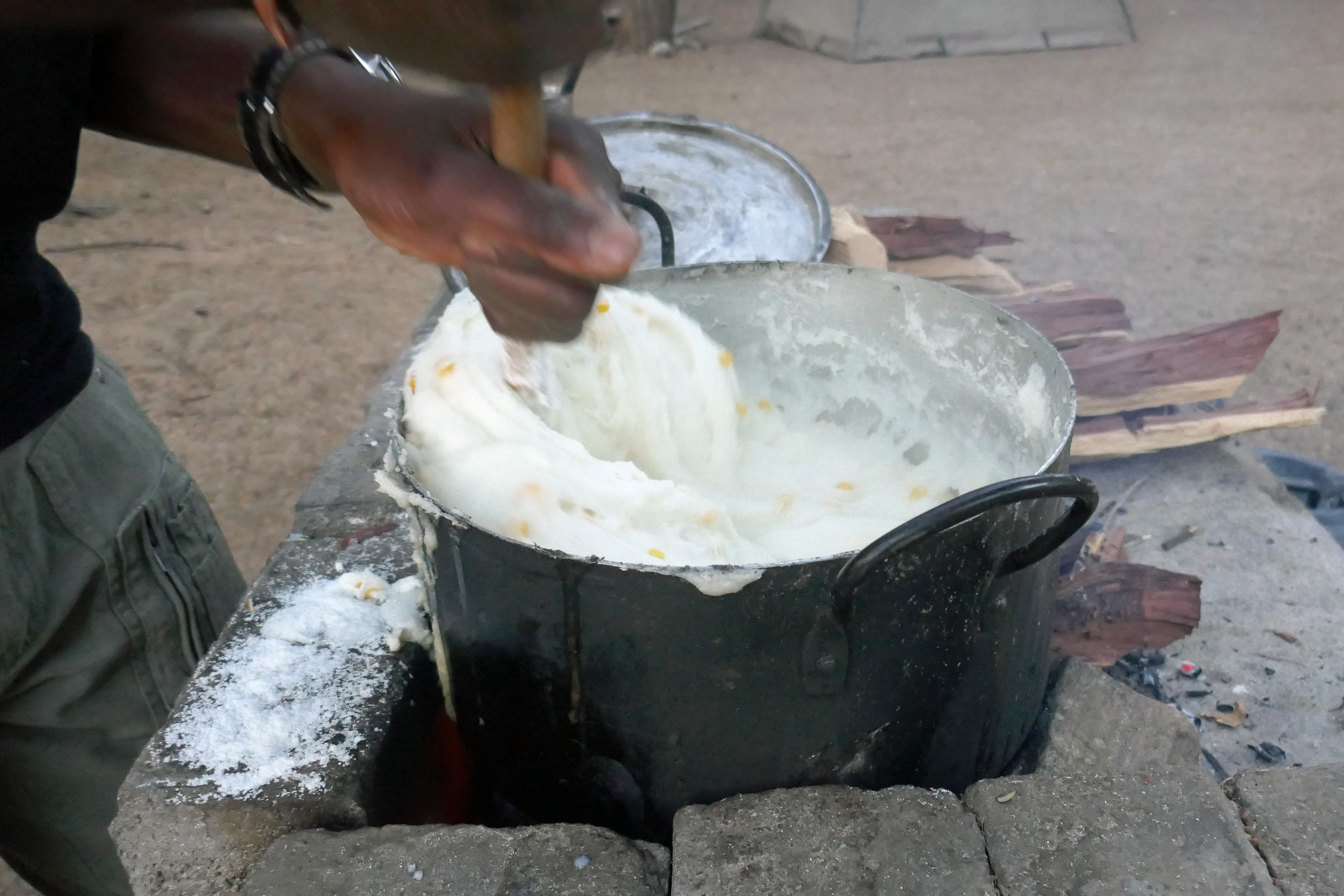
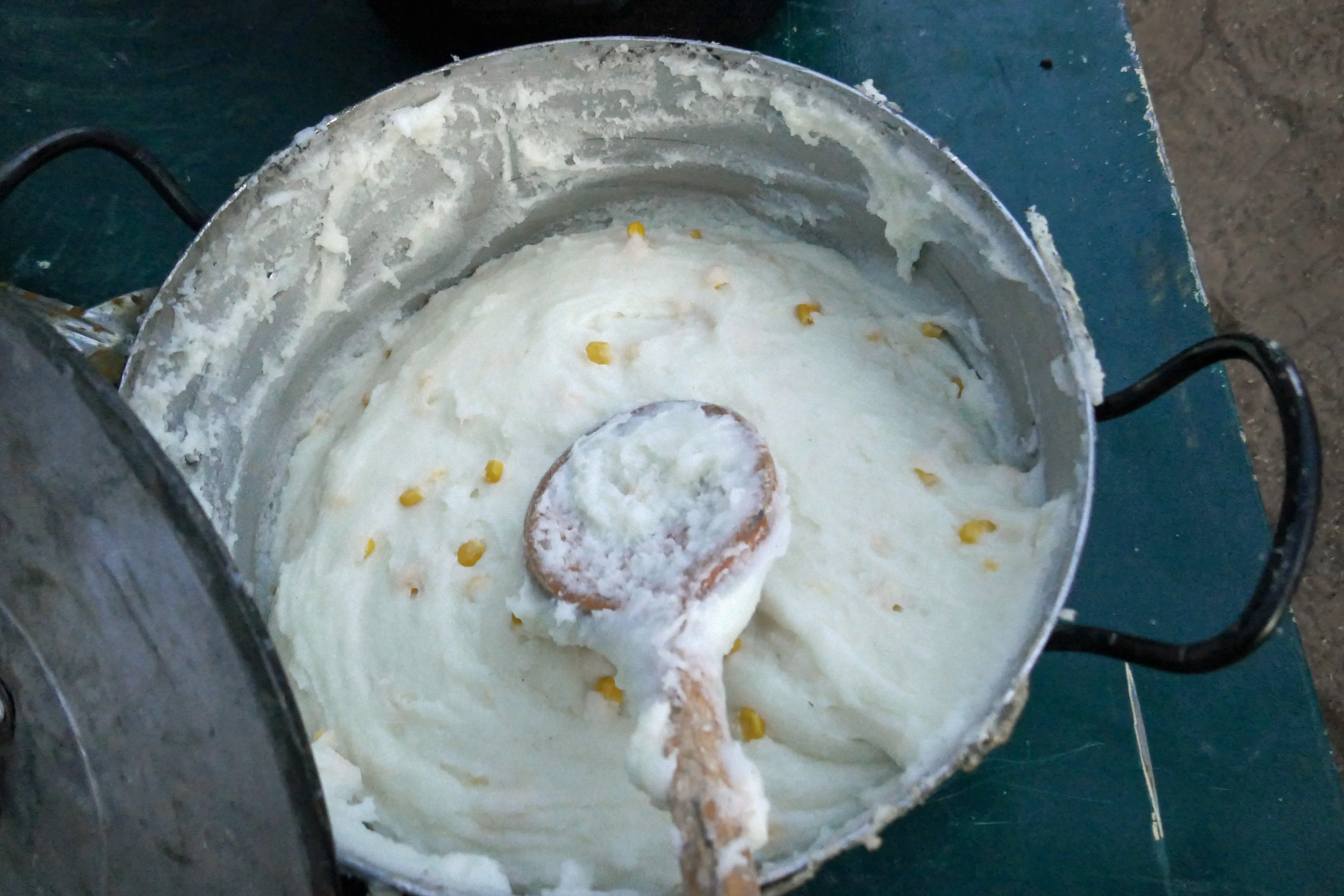
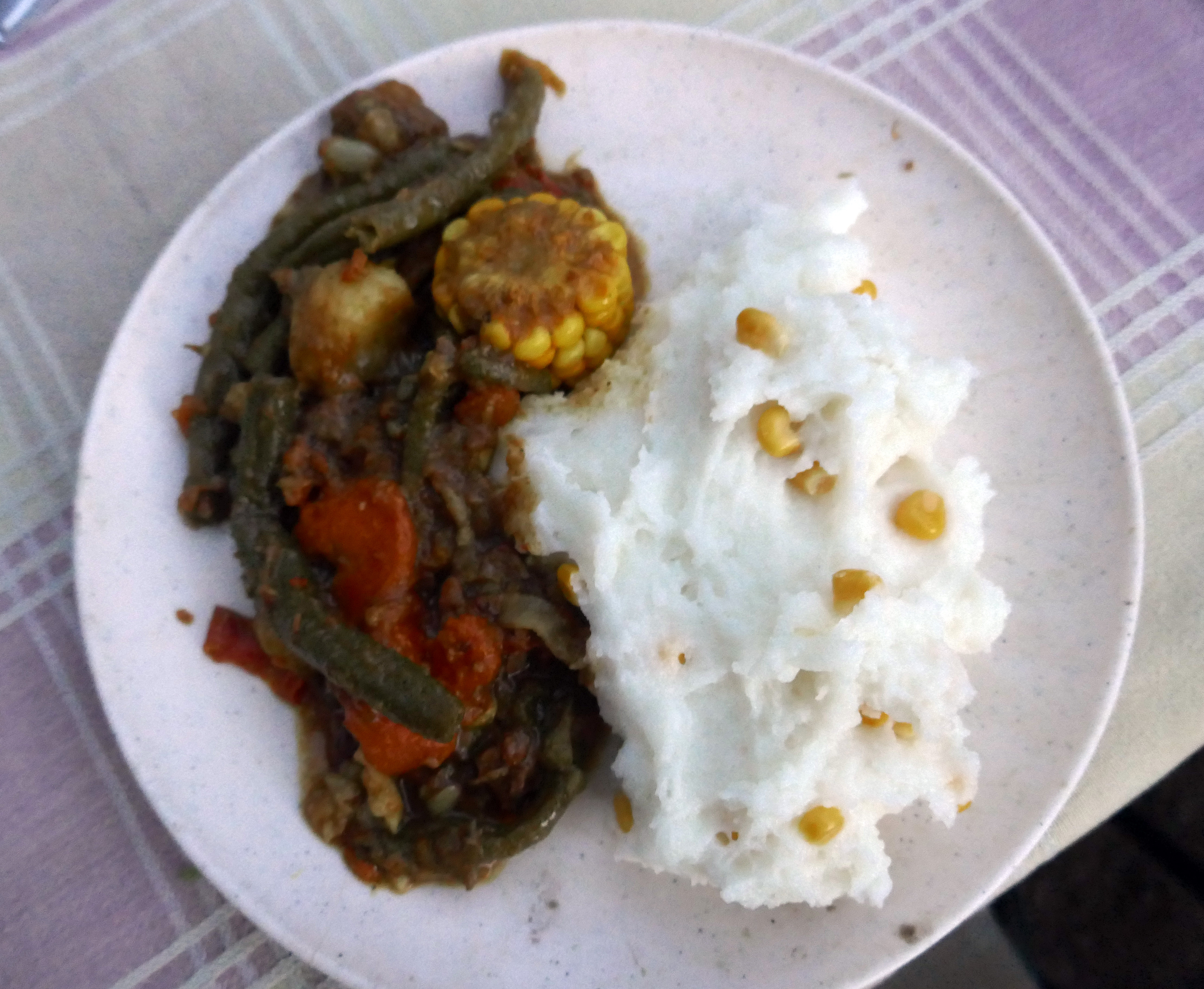

## Plats similaires
Le pap est aussi appelé ugali dans l'est et le sud de l'Afrique. Au Zimbabwe, les Shonas l’appellent sadza et les Ndébélés isitshwala ; en Zambie et au Malawi, on le nomme nsima, phaletshe au Botswana et banku en Afrique de l'Ouest.  
Au Nigeria, les Igbo le nomment akamu et les Yorubas ogi. Dans ces régions, le pap est préparé avec une consistance similaire au pudding américain. Le ogi ou akamu nigérian est en général accompagné de moin moin, un pudding de haricots ou de akara.
La polenta italienne et le grits aux États-Unis sont des plats similaires. Cependant, le plat américain est préparé à base de maïs jaune alors que le maïs sud-africain est blanc.